# 제17회 카를로비바리 국제 영화제
제17회 카를로비바리 국제 영화제는 1970년 7월 15일에 열린 시상식이다.

## 수상 및 후보

### 대상(장편)
- 케스 - 켄 로치 수상

### 심사위원특별상(장편)
- Dziura w ziemi - Andrzej Kondratiuk 수상

### 여우주연상(장편)
- U ozera - Natalia Belochvostikova 수상

### 남우주연상(장편)
- La Maison des Bories - Mathieu Carriére 수상